# Wuppertal
Wuppertal (Nederduits: Wupperdaal) is een stad (Kreisfreie Stadt) in de Duitse deelstaat Noordrijn-Westfalen, 30 km ten oosten van Düsseldorf, 50 km ten noordoosten van Keulen, gelegen aan rivier de Wupper. Het is de grootste stad in de heuvelachtige regio Bergisches Land en valt op door de bebouwing tegen de heuvelflanken en de rijkdom aan bomen. De stad in het groen hoort niet, zoals een bekend misverstand luidt, tot het Ruhrgebied.
Wuppertal telt 355.004 inwoners (31 december 2020) en het stadsgebied heeft een oppervlakte van 168,39 km². Op 31 december 2020 had 23,1% van de inwoners een niet-Duits staatsburgerschap (82.000 niet-Duitsers) en hadden 580 inwoners het Nederlandse staatsburgerschap. Hoogste punt is bij Lichtscheid, op de Zuidhoogten, met 351 m.
Het is een stad met van oudsher textiel- en metaalindustrie, technologie en chemie. De textiel is in de jaren zeventig verdwenen door verplaatsing van de productie naar landen met lagere lonen, maar een grote tapijtenfabriek is er nog gevestigd, evenals chemische industrie, machinebouw en auto-onderdelenfabrieken. Ook twee grote Duitse ziektekostenverzekeraars zetelen er, opgericht in de periode van de typisch Bergische 19e-eeuwse sociale ondernemerscultuur en de arbeidersbeweging rond Karl Marx en Friedrich Engels. Uit de Wuppervallei komt de Aspirine van Bayer, isolatietape van Coroplast en de waterpomptang van Knipex. Cultureel is de stad belangrijk vanwege het Tanztheater Wuppertal van de vernieuwende choreografe Pina Bausch, het beeldenpark van Tony Cragg en het Schüler-Rockfestival. Kenmerkend zijn de Schwebebahn (zweeftrein), de honderden openbare trappen en de Historische Stadthalle met bijzondere akoestiek. Beroemde (voormalige) inwoners zijn onder meer Friedrich Engels, Else Lasker-Schüler, Johannes Rau en Alice Schwarzer.
De stad is in 1929 ontstaan uit samenvoeging van Barmen, Elberfeld, Vohwinkel, Cronenberg, Ronsdorf en enkele dorpen. Tijdens de Tweede Wereldoorlog is de stads- en industriebebouwing voor 40% vernietigd, desondanks heeft Wuppertal nog meer dan 4500 historische gebouwen die als nationaal monument zijn geregistreerd. De meeste hiervan stammen uit de periode van het classicisme, art nouveau en Bauhaus. Bekend is de Historische Stadthalle, het concertgebouw, dat in 1900 werd geopend door de Duitse keizer Wilhelm II en keizerin Augusta Victoria. Tijdens de Tweede Wereldoorlog kwam ook meer dan 40% van de burgers om; na de oorlog werd de bevolking aangevuld met verdrevenen uit de voormalige Oostenrijkse, later Oost-Duitse gebieden, nu behorend tot Tsjechië en Polen.

## Vroege industrialisering

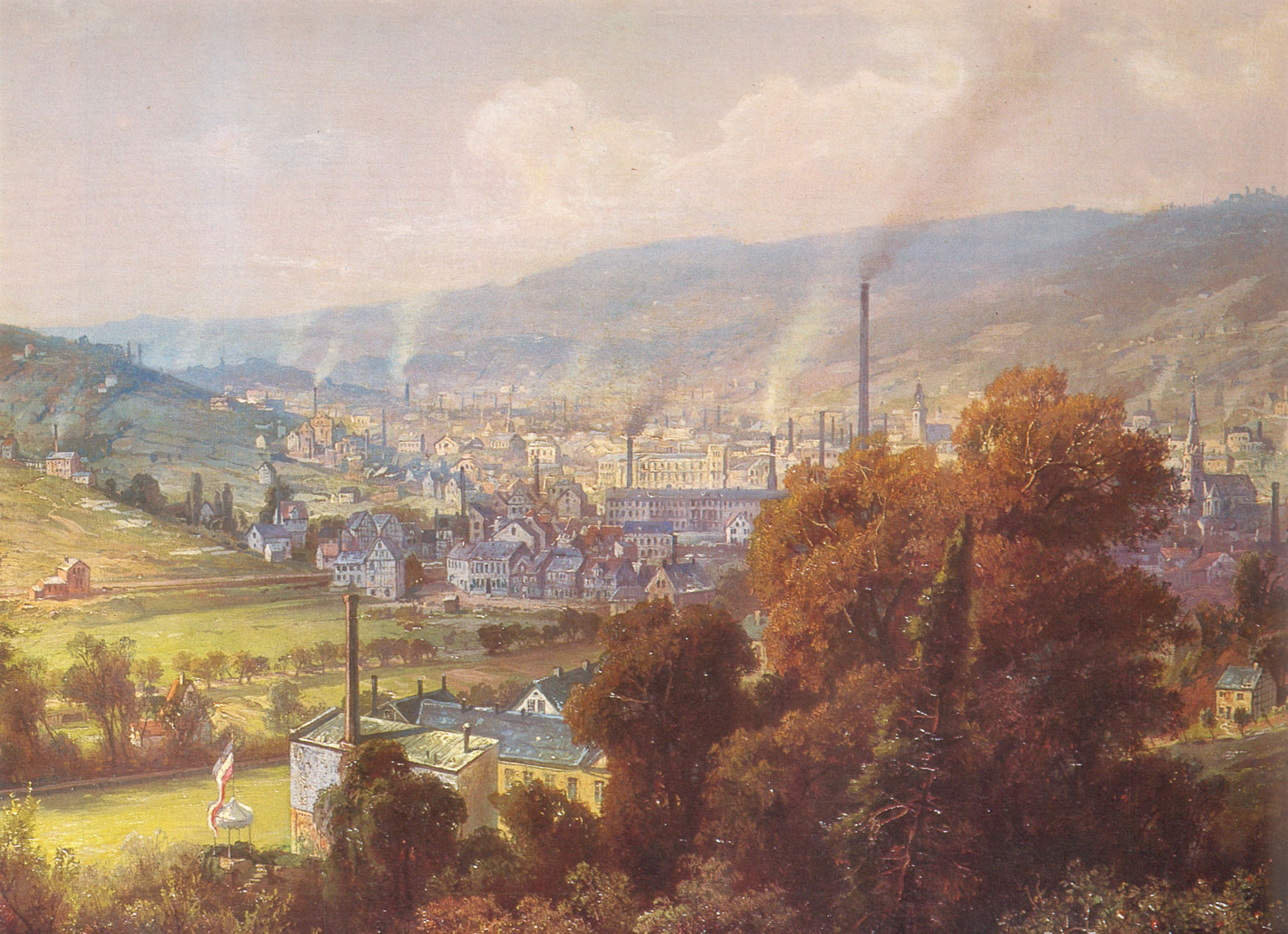
Blik op Barmen in het Wuppertal 1870, schilderij van August von Wille

De Wuppervallei, met als hoofdsteden Barmen en Elberfeld, hoort met Leipzig tot de oudste industrieregio's van Duitsland en na Manchester ook tot een van de oudste en grootste in Europa.
Het snelstromende water van rivier de Wupper en van de tientallen beken in de zijdalen leverden energie voor de aandrijving van kleine en grote machines als slijpstenen en weefgetouwen. Het Bergische Land was regenrijk, de bossen leverden hout, de grond ijzererts en steenkool. Deze combinatie van factoren trok ondernemers aan die langs het water werkplaatsen bouwden voor het vervaardigen van gereedschap, zwaarden, messen, garen, kant en stof. De textiel-industrie vroeg om chemische producten waarmee de stoffen gebleekt en geverfd konden worden. Vanaf midden 18e eeuw, na de uitvinding van de stoommachine, werden fabrieken gebouwd, vooral voor textiel, verfproductie en smederijen. Rond de fabrieken in het dal werden huizen gebouwd voor de arbeiders, op de heuvelflanken, waar de lucht schoner was, villa's voor de eigenaren. Een voortdurend vernieuwingsproces was mogelijk door werkplaats-uitvinders die uitgroeiden tot machine- en onderdelenbouwers.
Voor de aanvoer van grondstoffen en de distributie van goederen ontstonden er wegen, vervoersfirma's en uitspanningen. Het gebied was een van de eerste in Duitsland met spoorlijnen. Er vestigden zich banken en handelshuizen en gelovige ondernemers stichtten al vroeg bedrijfsziekenfondsen. Structuur en economie in het Wuppertal van toen zijn vergelijkbaar met die in het Silicon Valley van nu, de sociale verzekeringsaspecten en belastingbetalingen uitgezonderd.
Het noordelijker gelegen Ruhrgebied dankt ontstaan en groei mede aan de vraag naar kolen en ijzererts van de expanderende Wupperregio in de 18e en 19e eeuw.

## Stadsdelen
| - 0 Elberfeld - 00 Elberfeld-Mitte - 01 Nordstadt - 02 Ostersbaum - 03 Südstadt - 04 Grifflenberg - 05 Friedrichsberg - 1 Elberfeld-West - 10 Sonnborn - 11 Varresbeck - 12 Nützenberg - 13 Brill - 14 Arrenberg - 15 Zoo - 16 Buchenhofen | - 2 Uellendahl-Katernberg - 20 Uellendahl-West - 21 Uellendahl-Ost - 22 Dönberg - 23 Nevigeser Straße - 24 Beek - 25 Eckbusch - 26 Siebeneick - 3 Vohwinkel - 30 Vohwinkel-Mitte - 31 Osterholz - 32 Tesche - 33 Schöller-Dornap - 34 Lüntenbeck - 35 Industriestraße - 36 Westring - 37 Höhe - 38 Schrödersbusch | - 4 Cronenberg - 40 Cronenberg-Mitte - 41 Küllenhahn - 42 Hahnerberg - 43 Cronenfeld - 44 Berghausen - 45 Sudberg - 46 Kohlfurth - 5 Barmen - 50 Barmen-Mitte - 51 Friedrich-Engels-Allee - 52 Loh - 53 Clausen - 54 Rott - 55 Sedansberg - 56 Hatzfeld - 57 Kothen - 58 Hesselnberg - 59 Lichtenplatz | - 6 Oberbarmen - 60 Oberbarmen-Schwarzbach - 61 Wichlinghausen-Süd - 62 Wichlinghausen-Nord - 63 Nächstebreck-Ost - 64 Nächstebreck-West - 7 Heckinghausen - 70 Heckinghausen - 71 Heidt - 72 Hammesberg | - 8 Langerfeld-Beyenburg - 80 Langerfeld-Mitte - 81 Rauental - 82 Jesinghauser Straße - 83 Hilgershöhe - 84 Löhrerlen - 85 Fleute - 86 Ehrenberg - 87 Beyenburg-Mitte - 88 Herbringhausen | - 9 Ronsdorf - 90 Ronsdorf-Mitte/Nord - 91 Blombach-Lohsiepen - 92 Rehsiepen - 93 Schenkstraße - 94 Blutfinke - 95 Erbschlö-Linde |

## Klimaat
Wuppertal ligt in het westen van Duitsland en heeft een zeeklimaat met koele zomers en milde winters. Door de hoogte regent het er vaker en méér dan op het vlakke land. De wolken die met de overwegend westelijke luchtstroming worden aangevoerd, komen bij het Bergische Land de eerste hindernis tegen. Ze worden naar hogere en koelere luchtlagen gestuwd, waardoor stijgingsregens ontstaan. Wuppertal heeft in de dalen een gemiddelde jaarlijkse neerslag van 1116 mm; in de hoger gelegen gebieden valt jaarlijks gemiddeld 1183 mm. Deze waarden zijn ruim anderhalfmaal zo hoog als in Amsterdam. Het aantal zonuren ligt met 1300-1400 uur onder het Duitse gemiddelde van 1550 uur. Duitsland kent het gezegde: "Kinderen in Wuppertal worden met een paraplu geboren".

## Kunst en cultuur

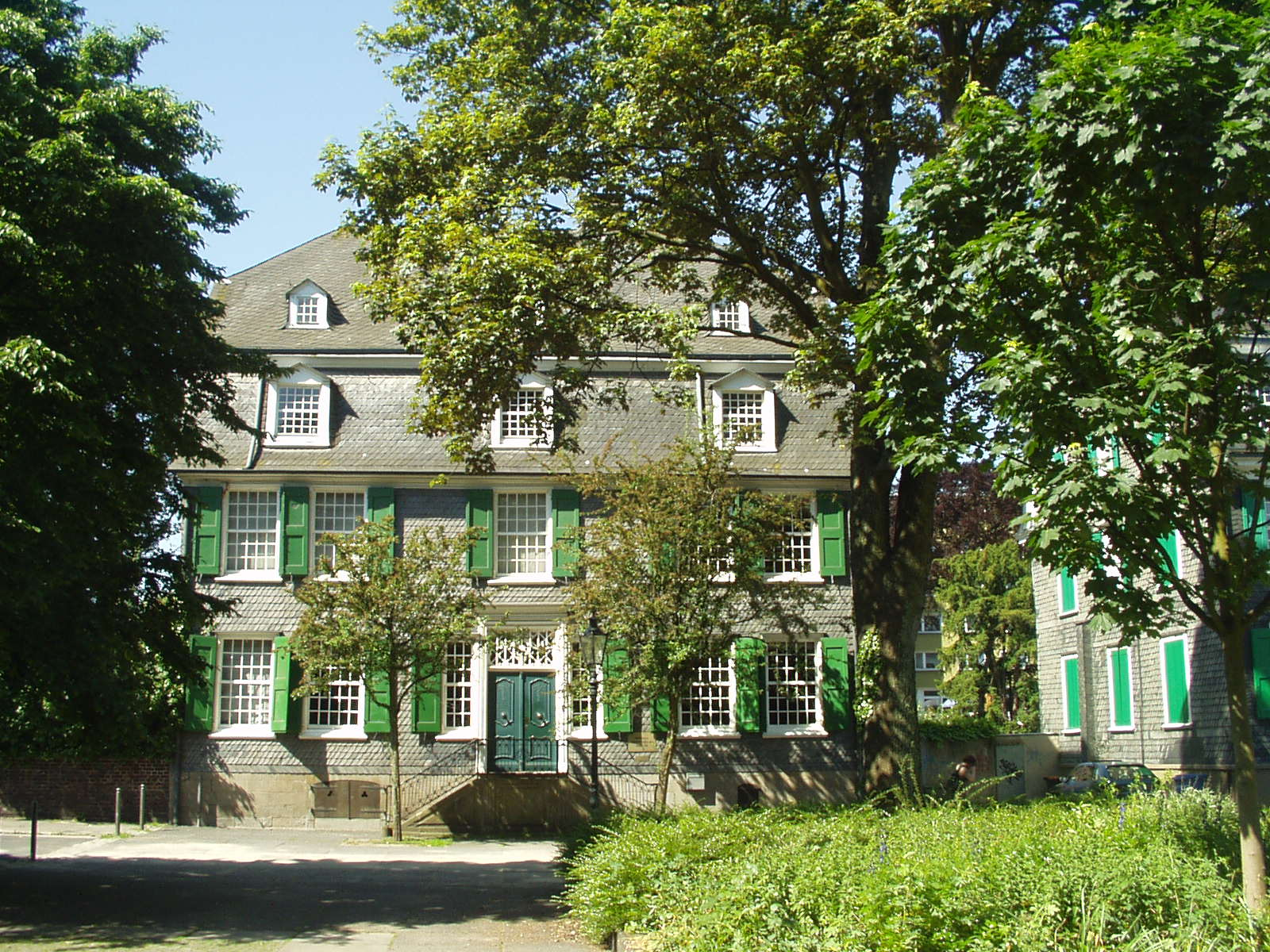
Engelshaus

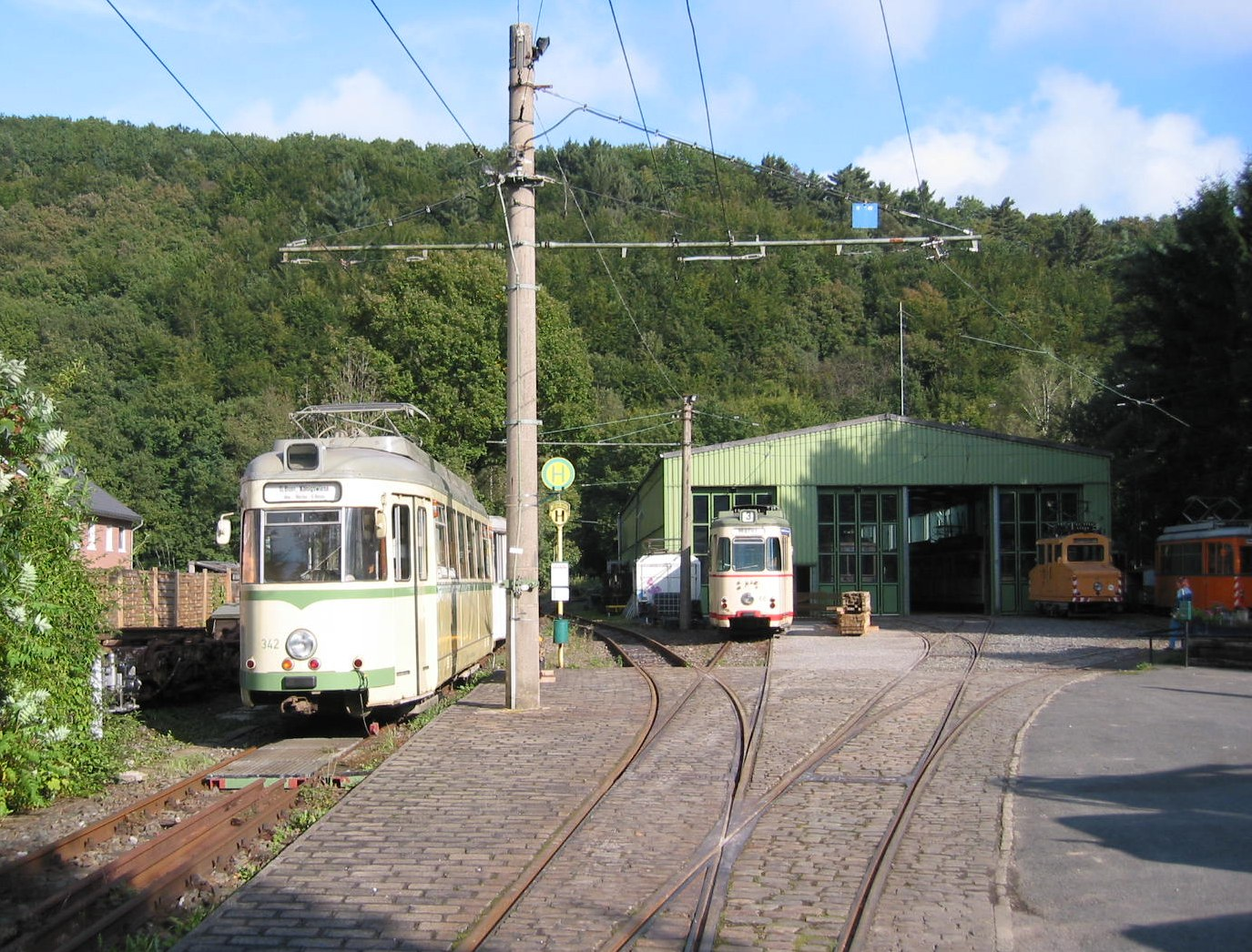
Berg trammuseum

### Bezienswaardigheden
- Tanztheater Wuppertal - Pina Bausch.[4]
- Von der Heydt-Museum met een schilderijenverzameling uit bezit van voormalige grootindustriëlen en met regelmatige bijzondere tentoonstellingen van internationaal niveau, bijvoorbeeld in 2010 een overzichtstentoonstelling van Monet. Hier werden als vernieuwing een aantal schilderijen naar onderwerp geordend, niet naar tijd.
- Museum voor vroege industrialisering waar ontwikkelingen in industrie en maatschappij worden getoond.
- Engelshuis, woonhuis van textielondernemer en filosoof Friedrich Engels, internationaal beroemd als denker over, en actievoerder voor, communisme en feminisme.
- Skulpturenpark Waldfrieden, een beeldenpark met tentoonstellingsruimte van de Engelse beeldhouwer Tony Cragg en anderen.
- Skulpturenpark Johannisberg, beeldenroute van het Von der Heydt-Museum naar de Stadthalle op de Johannisberg.
- Schüler-Rockfestival, jaarlijks evenement waar een selectie van jong pop-rock talent zich voorstelt op een professioneel podium.[5]
- Bergisches Straßenbahnmuseum, trammuseum in Wuppertal-Kohlfurth

### Toerisme
Wuppertal staat niet bekend als toeristenstad, maar sinds het Von der Heydt-Museum van zich doet spreken met opzienbarende tentoonstellingen, ontwikkelt er zich wat toerisme.
- De bekendste attractie en een tevens belangrijk openbaar vervoermiddel is een hooggebouwde monorail met hangende wagens, de "Wuppertaler Schwebebahn", geopend in 1901. Het traject is 13,3 km lang, het spoor hangt acht meter boven de weg (tussen westelijk eindstation Vohwinkel en station Zoo) en twaalf meter boven de Wupper (tussen station Zoo en oostelijk eindstation Oberbarmen). Kaartjes zijn verkrijgbaar aan automaten in de stations.
- De dierentuin Zoo Wuppertal biedt een moderne leeuwentuin en pinguïn-onderwater-aquarium in een tegen een heuvel aangelegd park.
- Natuur. In de stad zijn meerdere grote parken en vanaf nagenoeg elk punt in de bebouwde kom zijn binnen 10 autominuten de glooiende landerijen en bossen rondom de stad te bereiken, met wandel- fiets- en paardrijpaden.
- De stilgelegde spoortrajecten Sambatrasse (tussen Cronenberg en Zoo) en Nordbahntrasse (door de Nordstadt) zijn door burgerinitiatieven en met openbare middelen omgebouwd tot wandel- en fietspaden met in de oude stationsgebouwen kunst en ontspanning. Een verbinding richting Essen maakt lange fietstouren met geringe hoogteverschillen mogelijk.
- Downhillpistes voor mountain bikers Kothener Busch en Burgholz.[6][7]

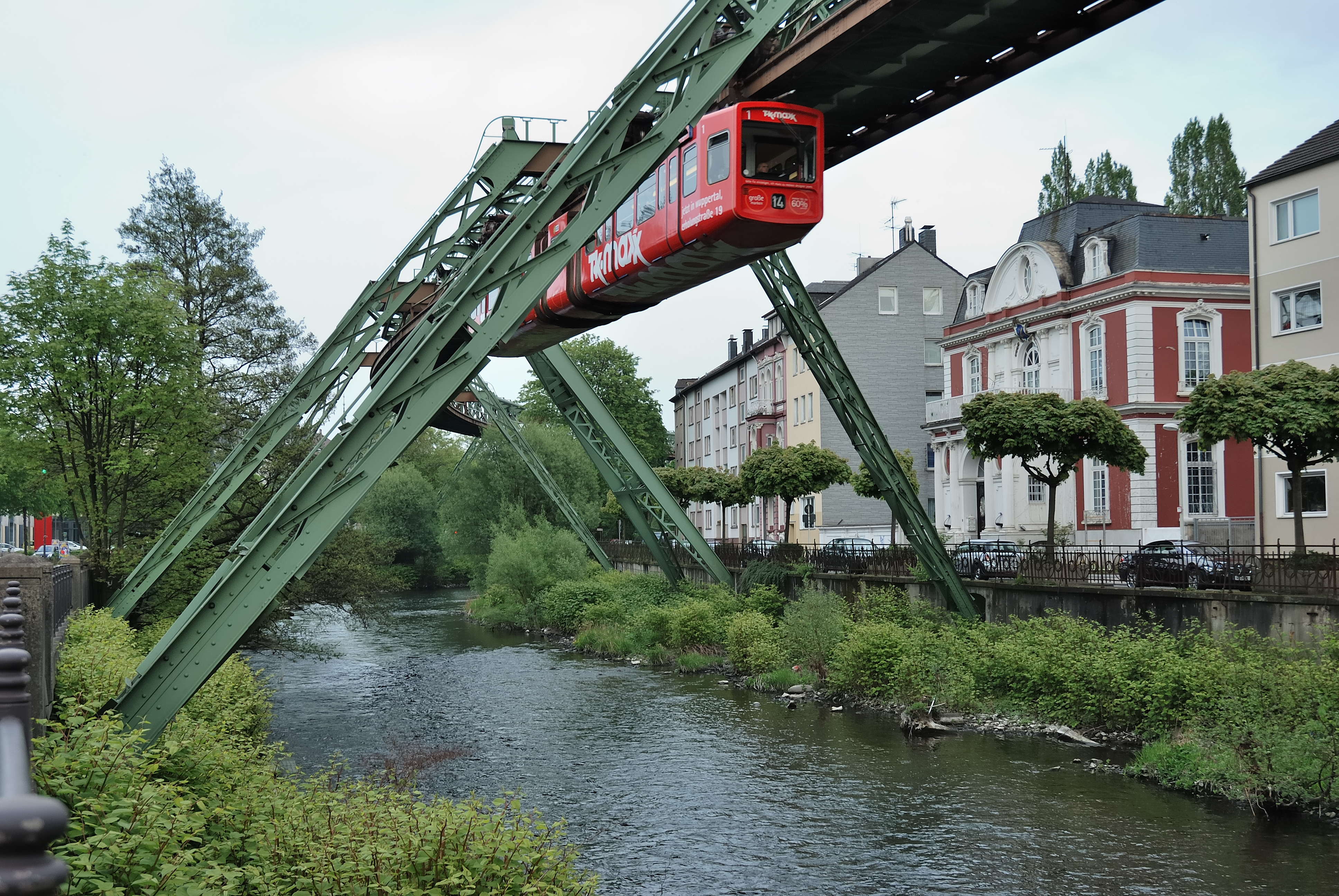
Uferstraße
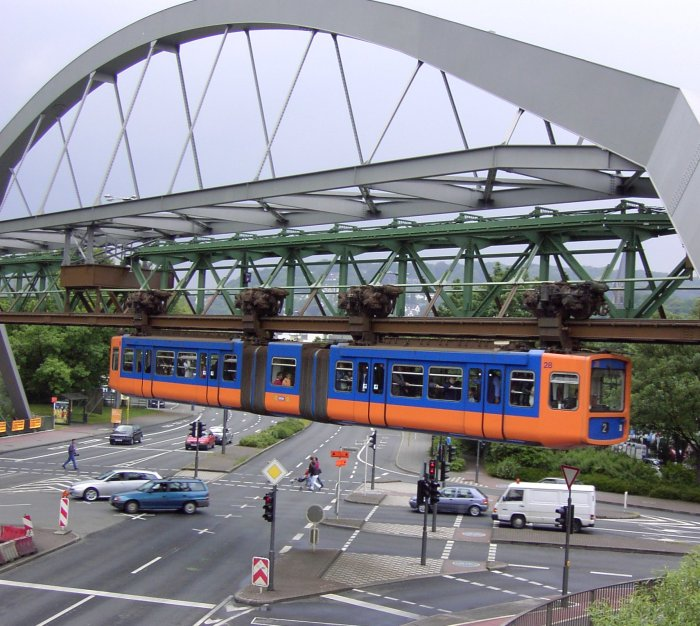
Schwebebahn
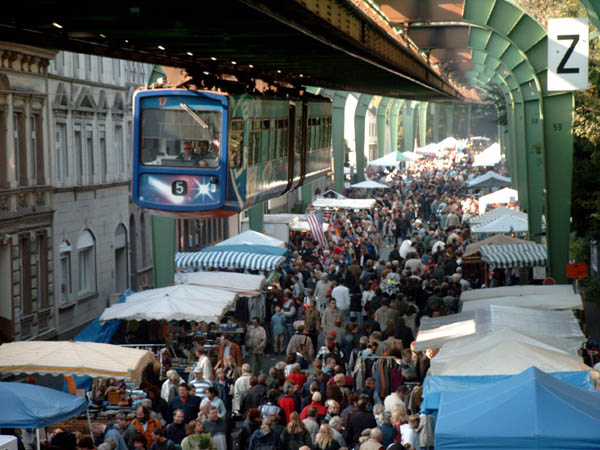
Vohwinkeler-Flohmarkt
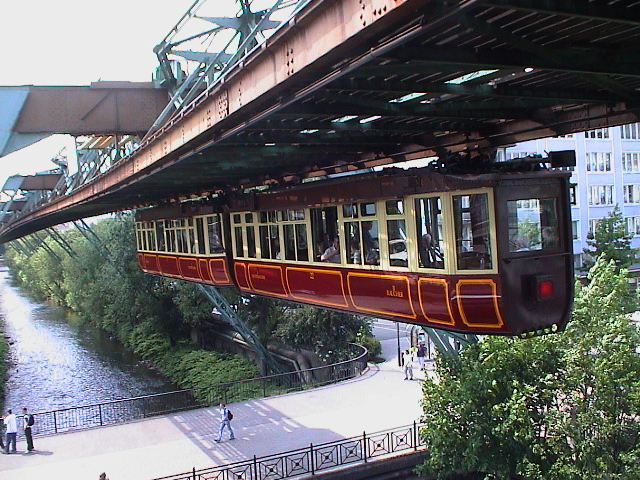
Kaiserwagen

### Sport
Voetbalclub Wuppertaler SV speelde in de jaren zeventig drie seizoenen in de Bundesliga. Vele clubs uit de stad zijn een product van een fusie. Wuppertaler SV ontstond door een fusie van SSV 04 Wuppertal (opgericht als SSV 04 Elberfeld) en TSG Vohwinkel 80 en fuseerde op zijn beurt in 2004 met SV Borussia Wuppertal en nam zo de naam Wuppertaler SV Borussia aan. Borussia was zelf ook een fusieproduct, waarvan SV Germania 1907 Wuppertal (opgericht als Elberfeld) de meest succesvolle was.
Voor de Tweede Wereldoorlog was ook Sportfreunde Schwarz-Weiß Wuppertal (voor 1936 Schwarz-Weiß Barmen) succesvol. Deze club was een fusie van onder andere VfB Barmen en BV Barmen. Eind jaren twintig werd ook SSV Barmen succesvol dat in 1970 fuseerde tot ASV Wuppertal.

## Wetenschap
- De Bergische Universität Wuppertal is een universiteit opgericht in 1972 en gelegen in Wuppertal met circa 20.000 studenten.
- Het de:Wuppertal Institut für Klima, Umwelt, Energie ontwikkelt onderzoek, strategie en instrumenten op het gebied van duurzame ontwikkeling op nationaal en internationaal niveau. Het werkt samen met meerdere universiteiten.

## Stedenband
- South Tyneside (Verenigd Koninkrijk), sinds 1951
- Saint-Étienne (Frankrijk), sinds 1960
- Berlijn-Schöneberg (Duitsland), sinds 1964
- Beersheba (Israël), sinds 1977
- Košice (Slowakije), sinds 1981
- Schwerin (Duitsland), sinds 1987
- Matagalpa (Nicaragua), sinds 1987
- Legnica (Polen), sinds 1993

## Bekende inwoners van Wuppertal

### Geboren
- Friedrich Engels (Barmen, 1820-1895), ondernemer, denker, voorman communistische beweging
- Friedrich Bayer (Barmen, 1825-1880), oprichter van de Friedrich Bayer verffabriek, later uitgegroeid tot Bayer AG
- Else Lasker-Schüler (Elberfeld, 1869-1945), schrijfster
- Ludwig Heinemann (1911-1947), militair, oorlogsmisdadiger
- Ilse Steppat (Barmen, 1917-1969), actrice
- Horst Tappert (Elberfeld, 1923-2008), acteur, bekend uit de televisieserie "Derrick"
- Johannes Rau (1931-2006), bondspresident van Duitsland (1999-2004)
- Erich Ribbeck (1937), voetballer en voetbalcoach
- Rita Süssmuth (1937), politica en voormalig voorzitster van de Bondsdag
- Alice Schwarzer (1942), journaliste, uitgeefster tijdschrift Emma en voorvrouw Duitse feministische beweging
- Cherry Duyns (1944), Nederlandse schrijver, journalist, regisseur en programmamaker, geboren 1944 in Wuppertal, opgegroeid gedeeltelijk in Wuppertal maar voornamelijk in Haarlem
- Wolf Erlbruch (1948-2022), illustrator en kinderboekenschrijver
- Udo Dirkschneider (1952), zanger van de heavymetalband U.D.O. en voormalig zanger van Accept
- Tom Tykwer (1965), filmregisseur en filmproducent
- Simone Osygus (1968), zwemster
- Torsten Schmidt (1972), wielrenner
- Christian Lindner (1979), politicus (FDP)
- Serdar Kesimal (1989), Turks-Duits voetballer
- Richard Sukuta-Pasu (1990), voetballer
- Christian vom Lehn (1992), zwemmer

### Overleden
- Pina Bausch (1940-2009), danseres en choreografe. Zij gaf haar naam aan het stedelijke Tanztheater Wuppertal Pina-Bausch.

## Diversen
- Als promotiestunt van een circus werd op 21 juli 1950 het olifantje Tuffi (1946-1989), vier jaar oud en 500 kilo zwaar, vervoerd met de Wuppertaler zweeftrein. Het dier raakte tijdens de tocht in paniek, brak door de wand en viel tien meter naar beneden in de rivier de Wupper. Tuffi bleef vrijwel ongedeerd, maar de circusdirecteur kreeg een boete van 450 Mark.
- De rode leeuw in het stadswapen is terug te voeren tot de leeuw uit het wapen van de graaf van Limburg.
- De typisch Bergische tinnen koffiekan Dröppelmina is door banden met het graven van Gelre in de regio terecht gekomen. De kan is het middelpunt van de Bergische Kaffeetafel die op de Brabantse koffietafel lijkt.
- In 1992 is Cherry Duyns' half-autobiografische boek De Zondagsjongen verfilmd door Pieter Verhoeff. De film is in Wuppertal opgenomen.

## Galerij

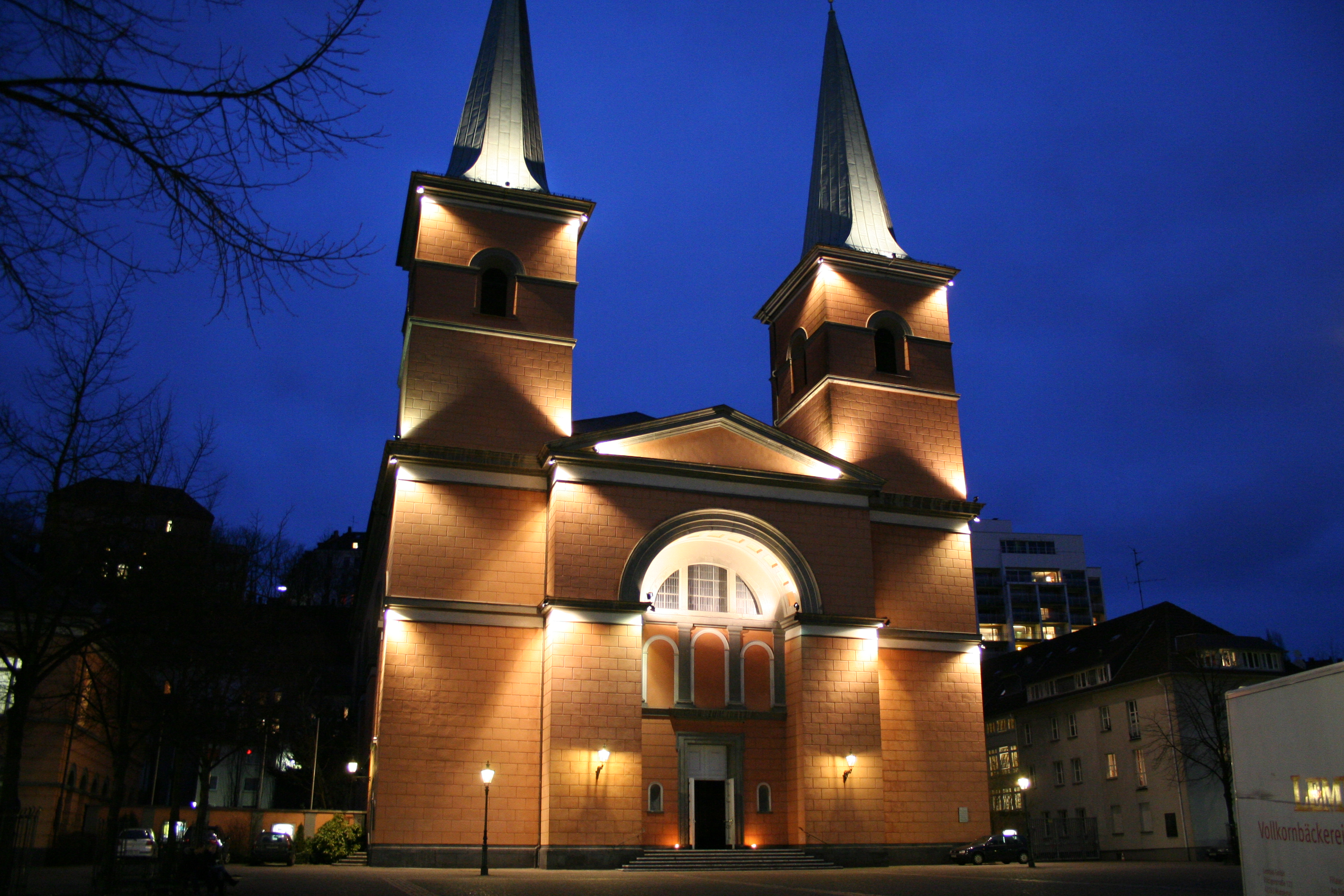
Laurentiuskerk
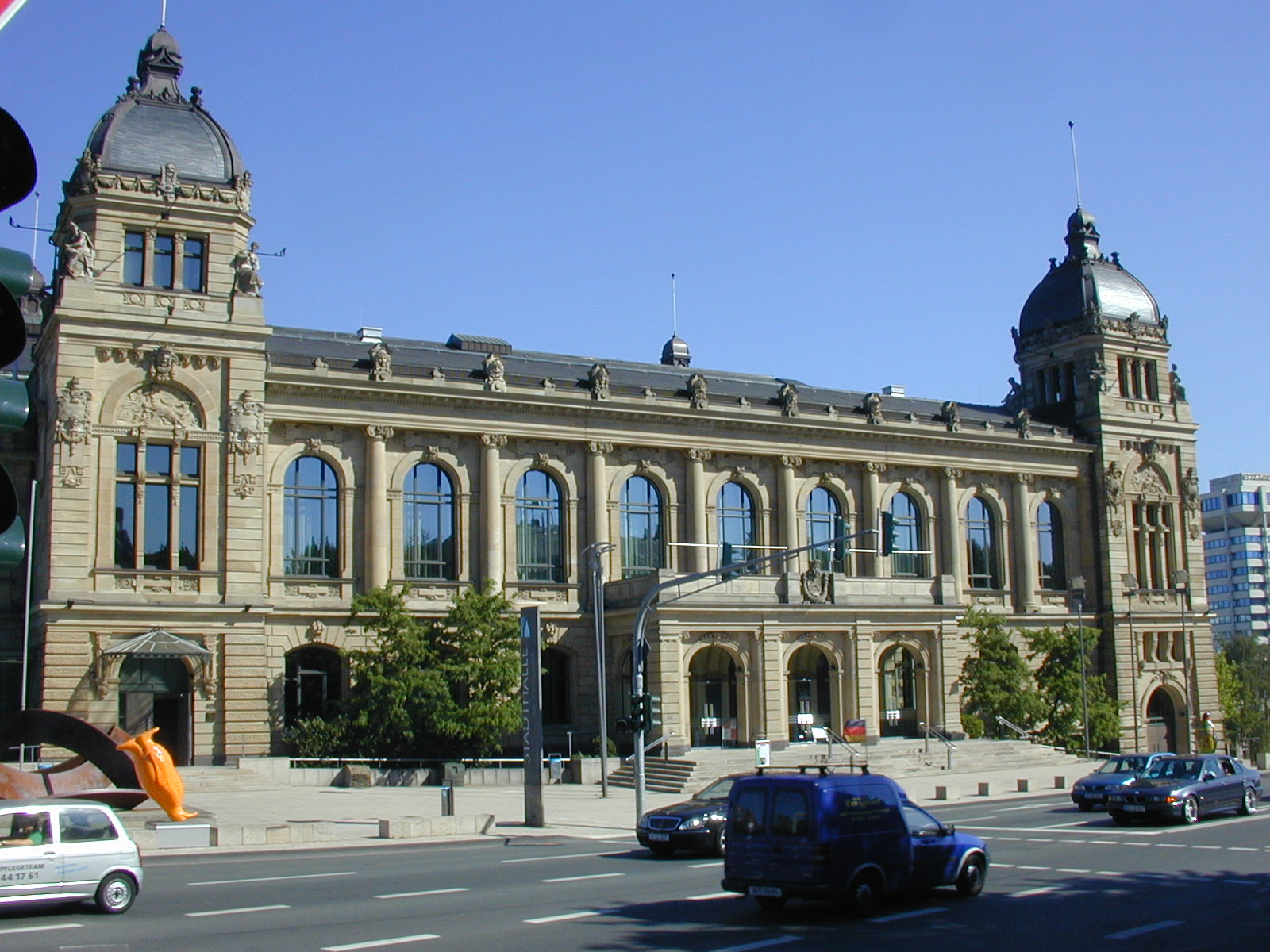
Wuppertal concerthallen
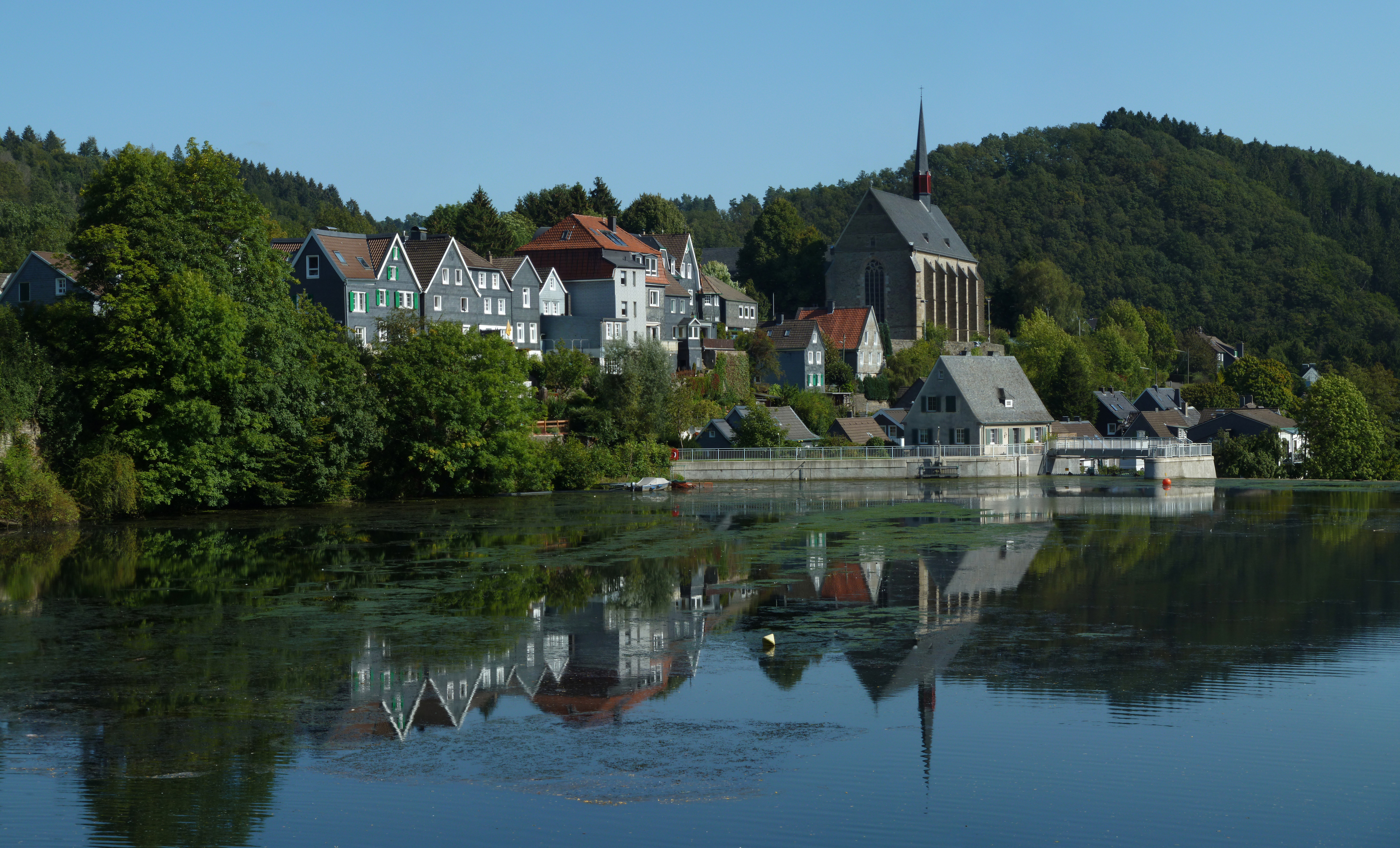
Beyenburger Freiheit en Kloosterkerk
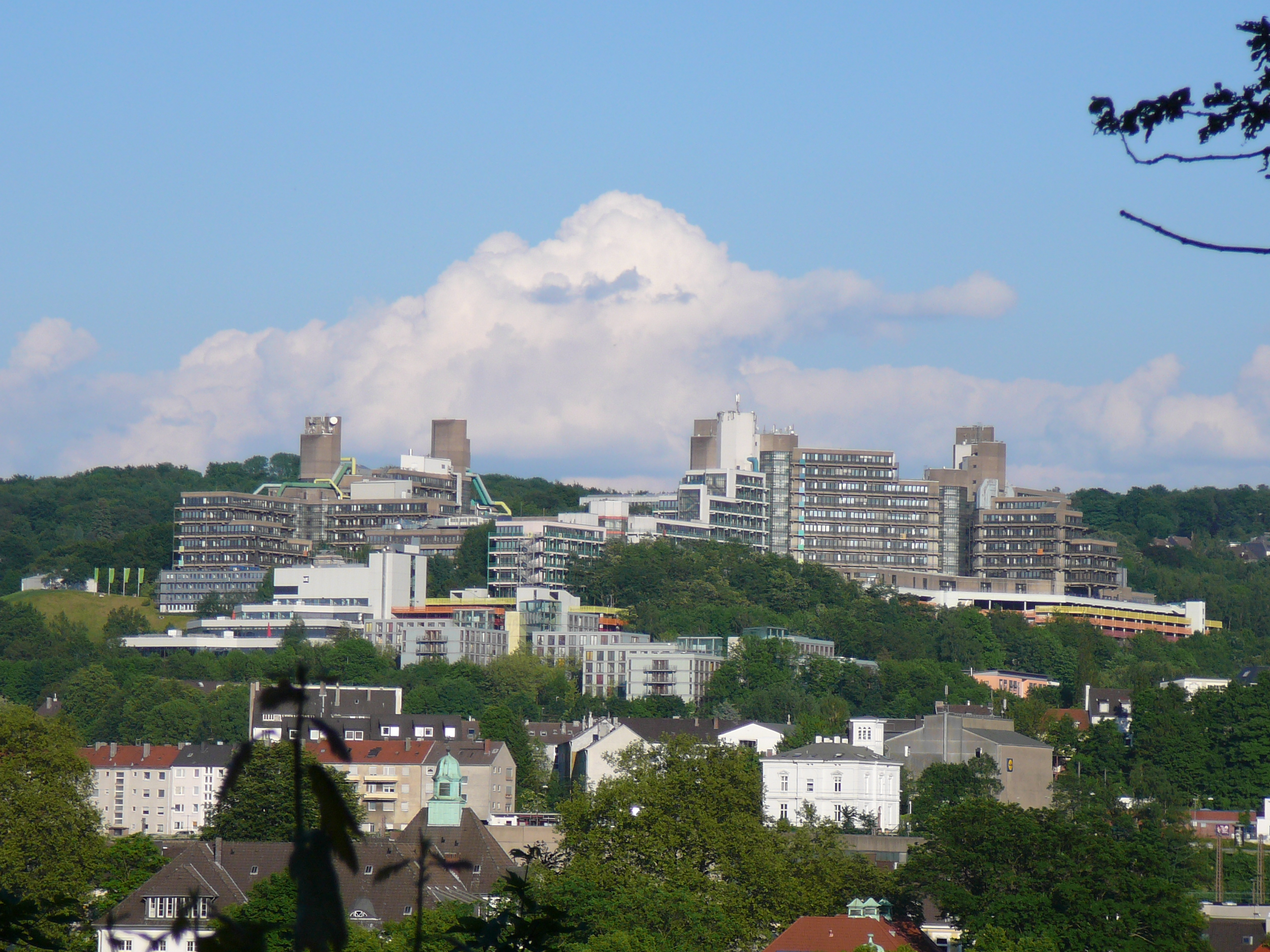
Nützenberger Straße
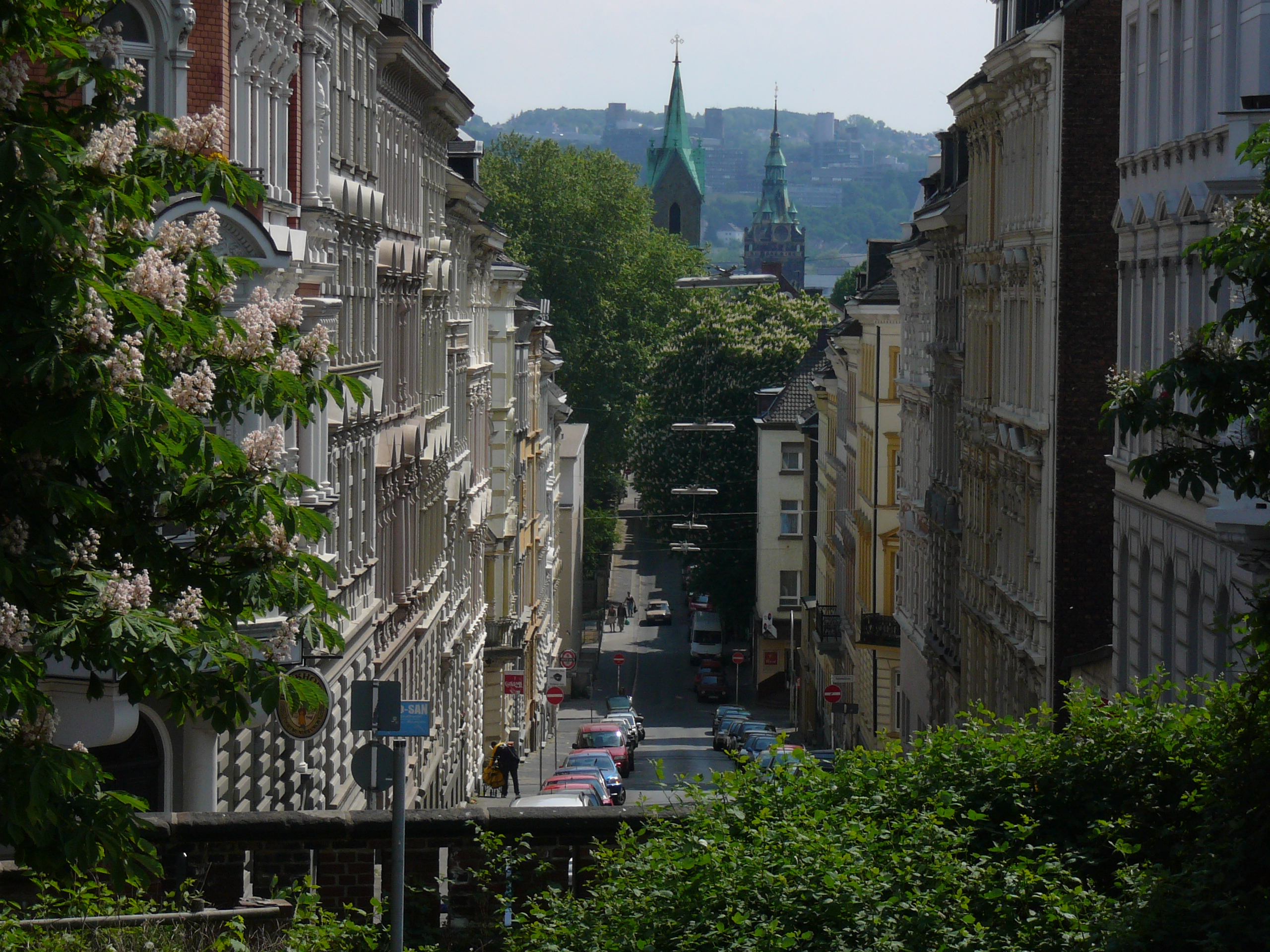
Friedrichstraße
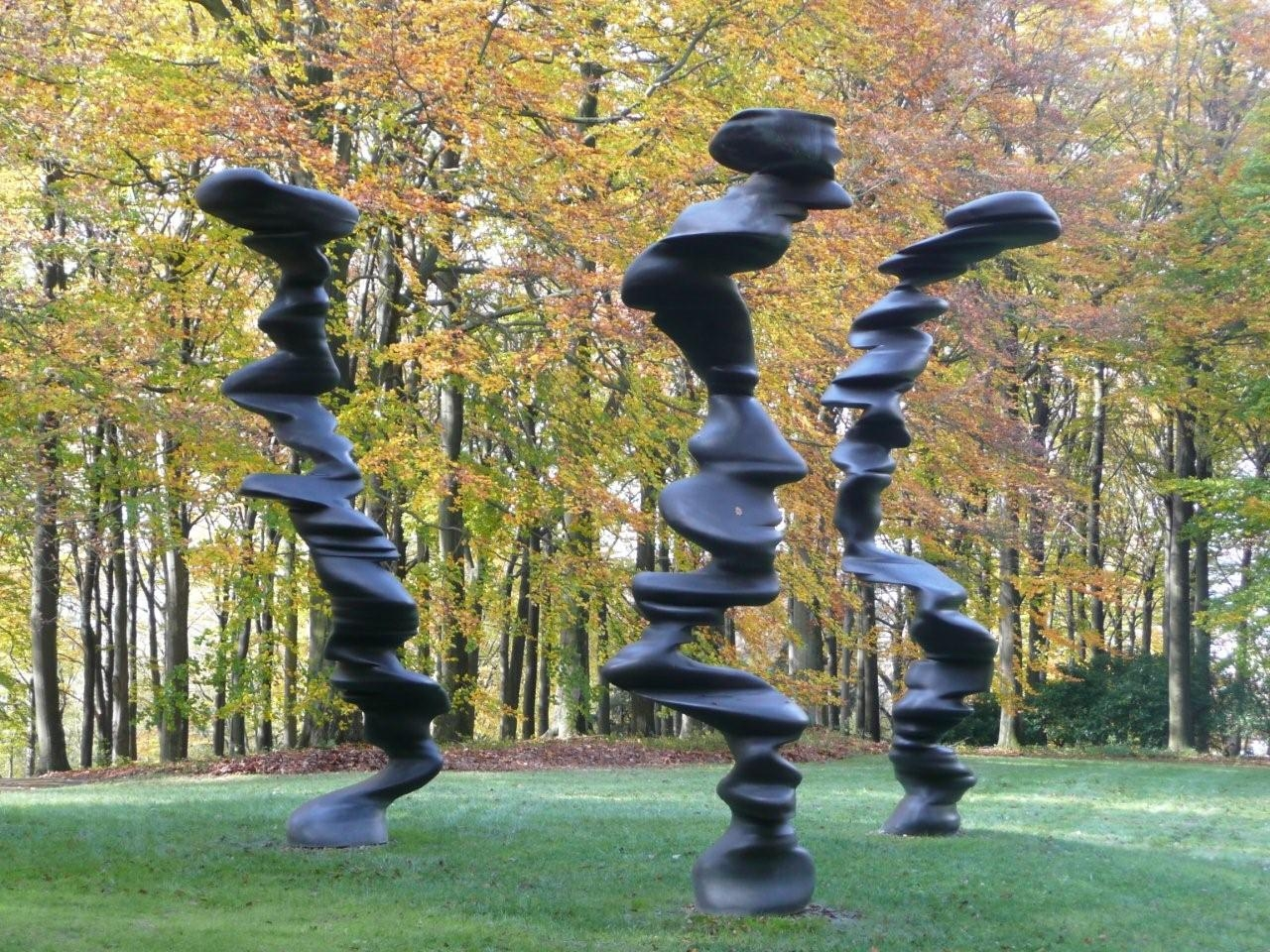
Sculpturenpark
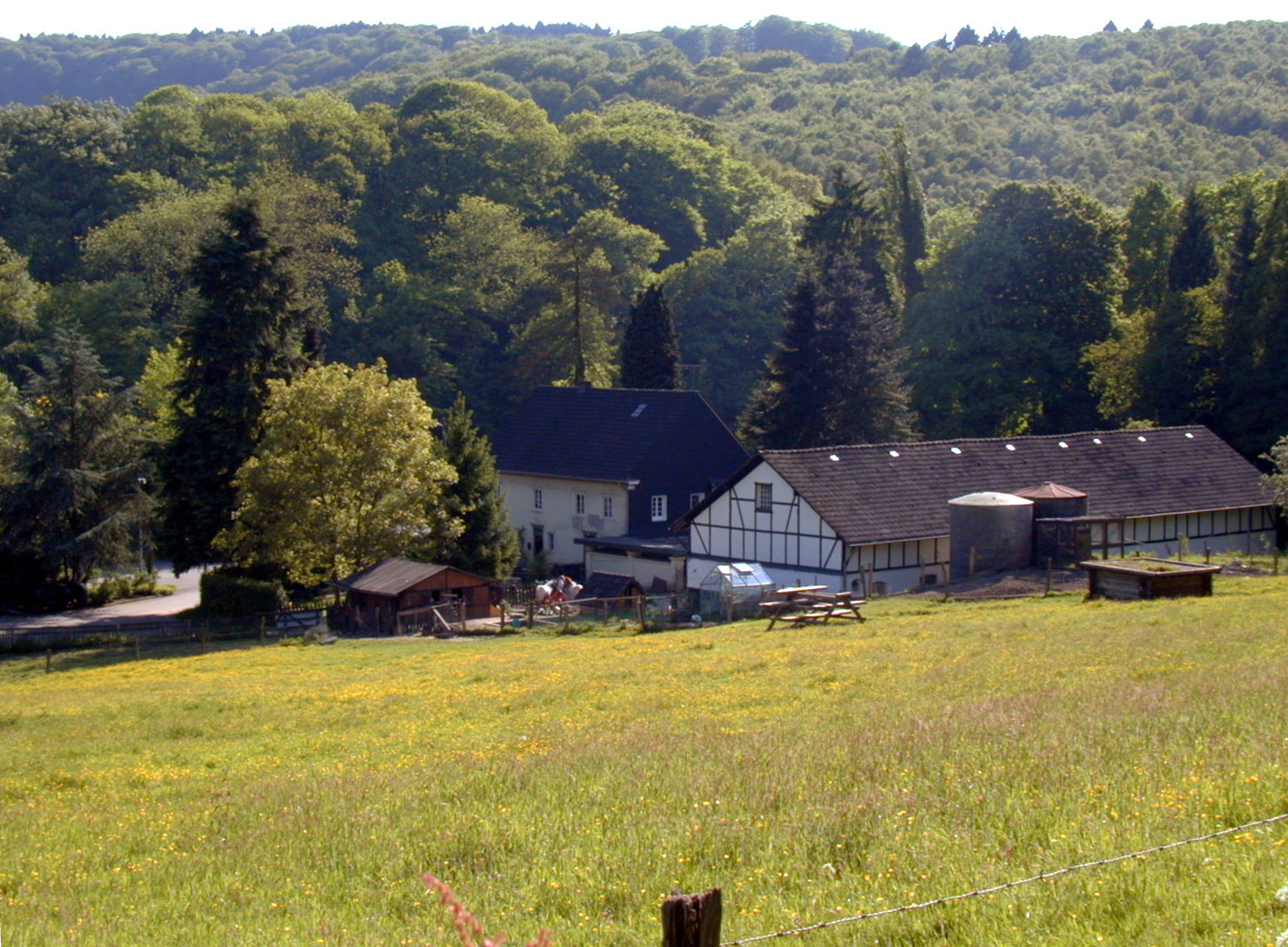
Burgholz
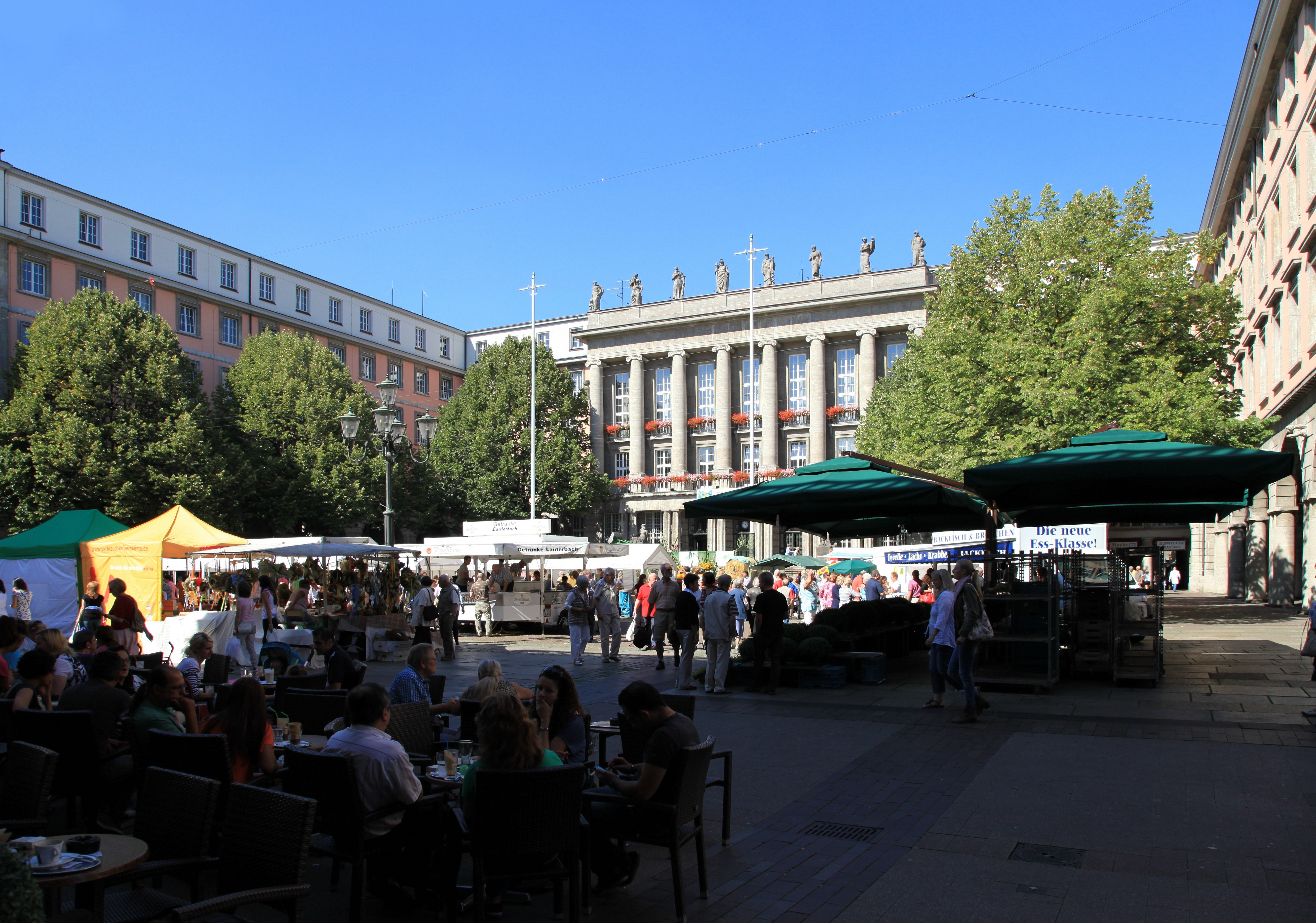
Boerenmarkt
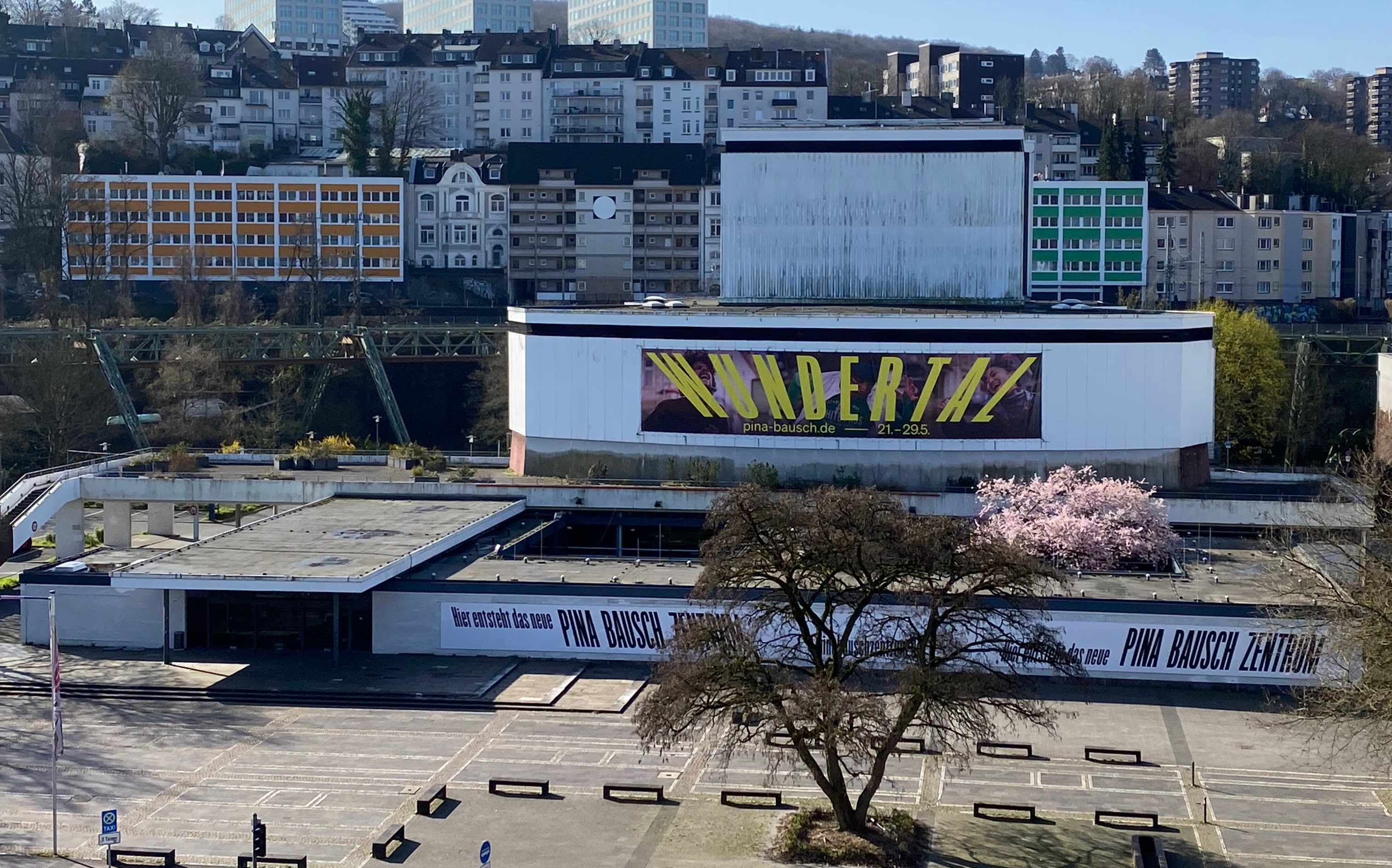
Wuppertal theater
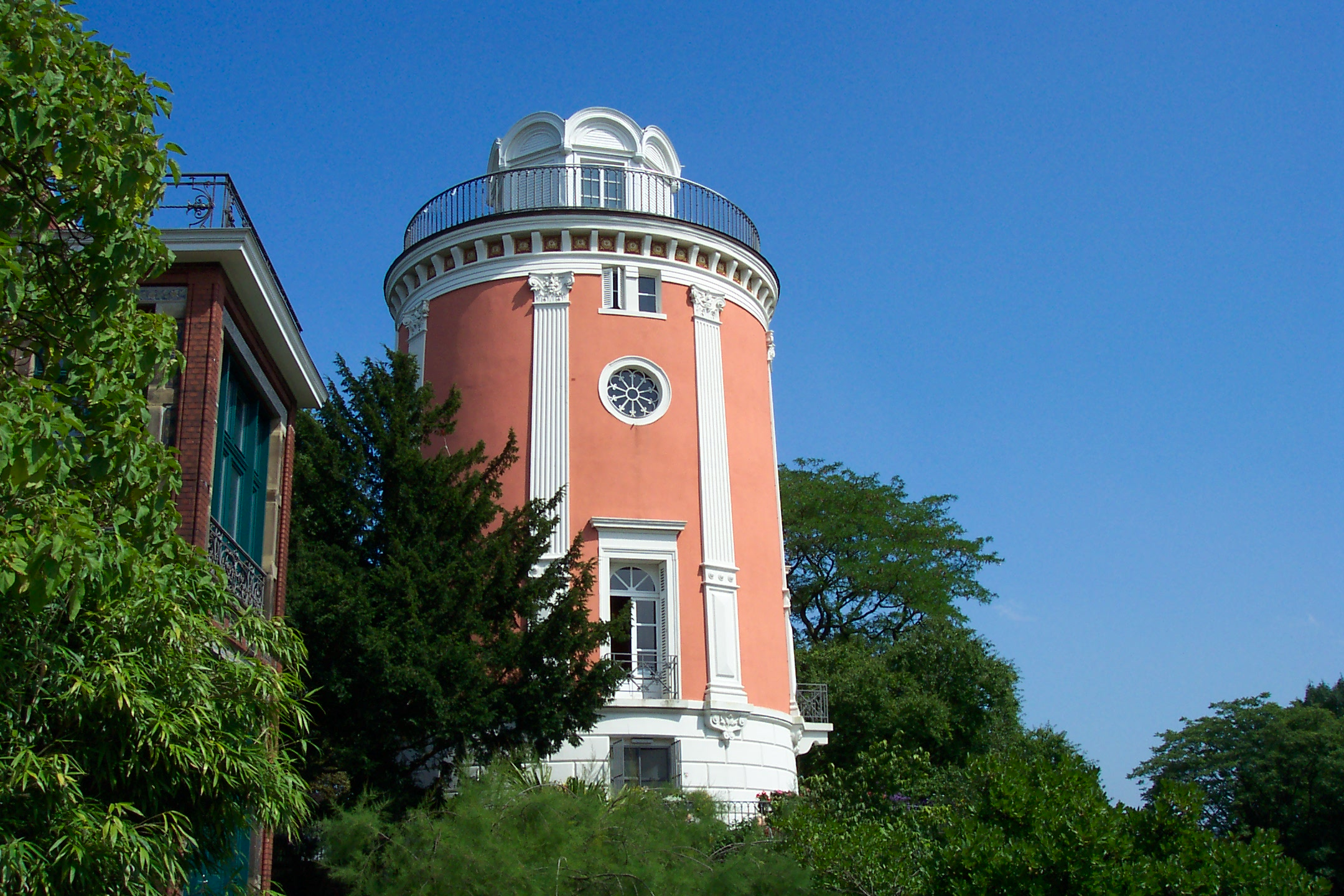
Elisenturm
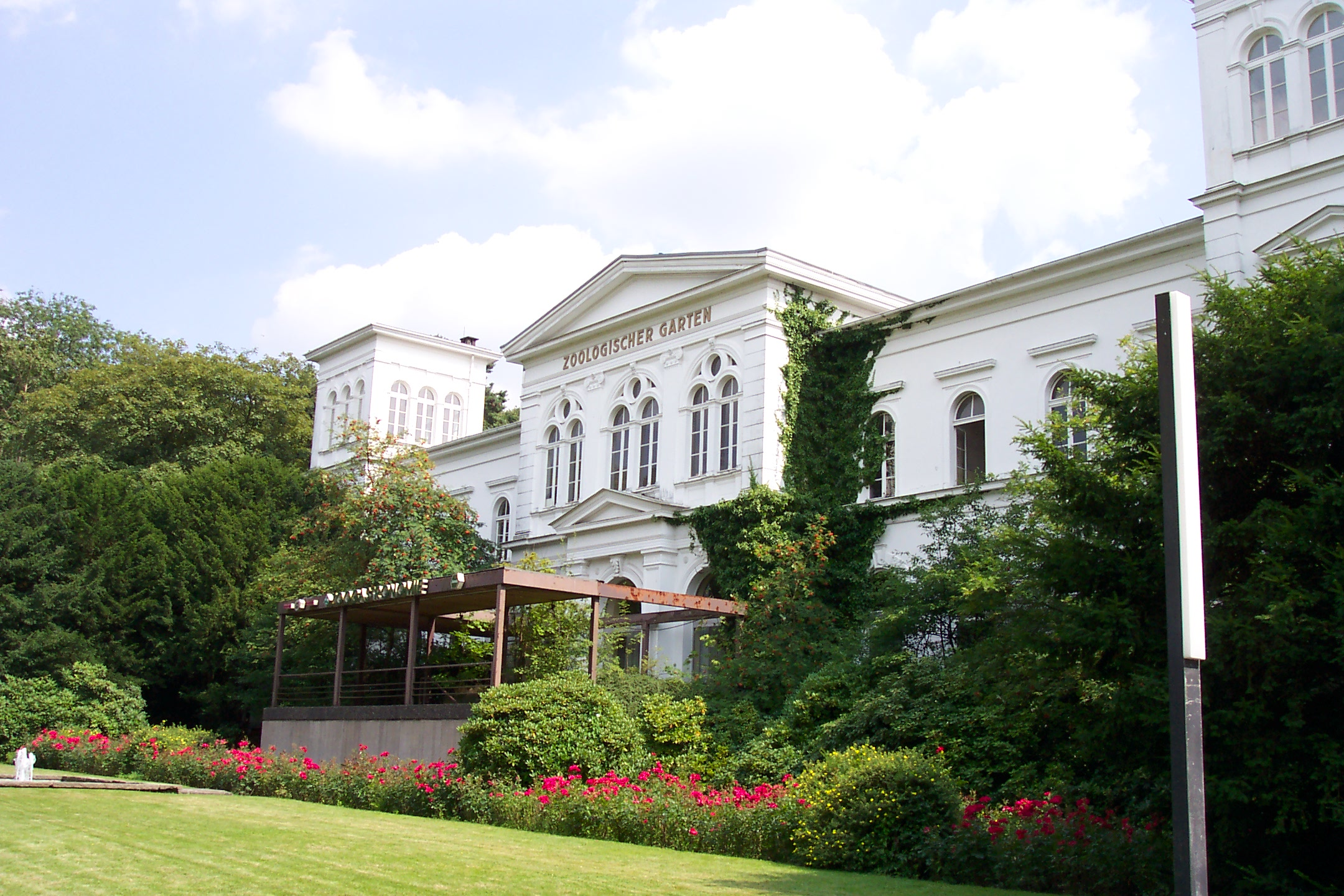
Zoo Gasthuizen
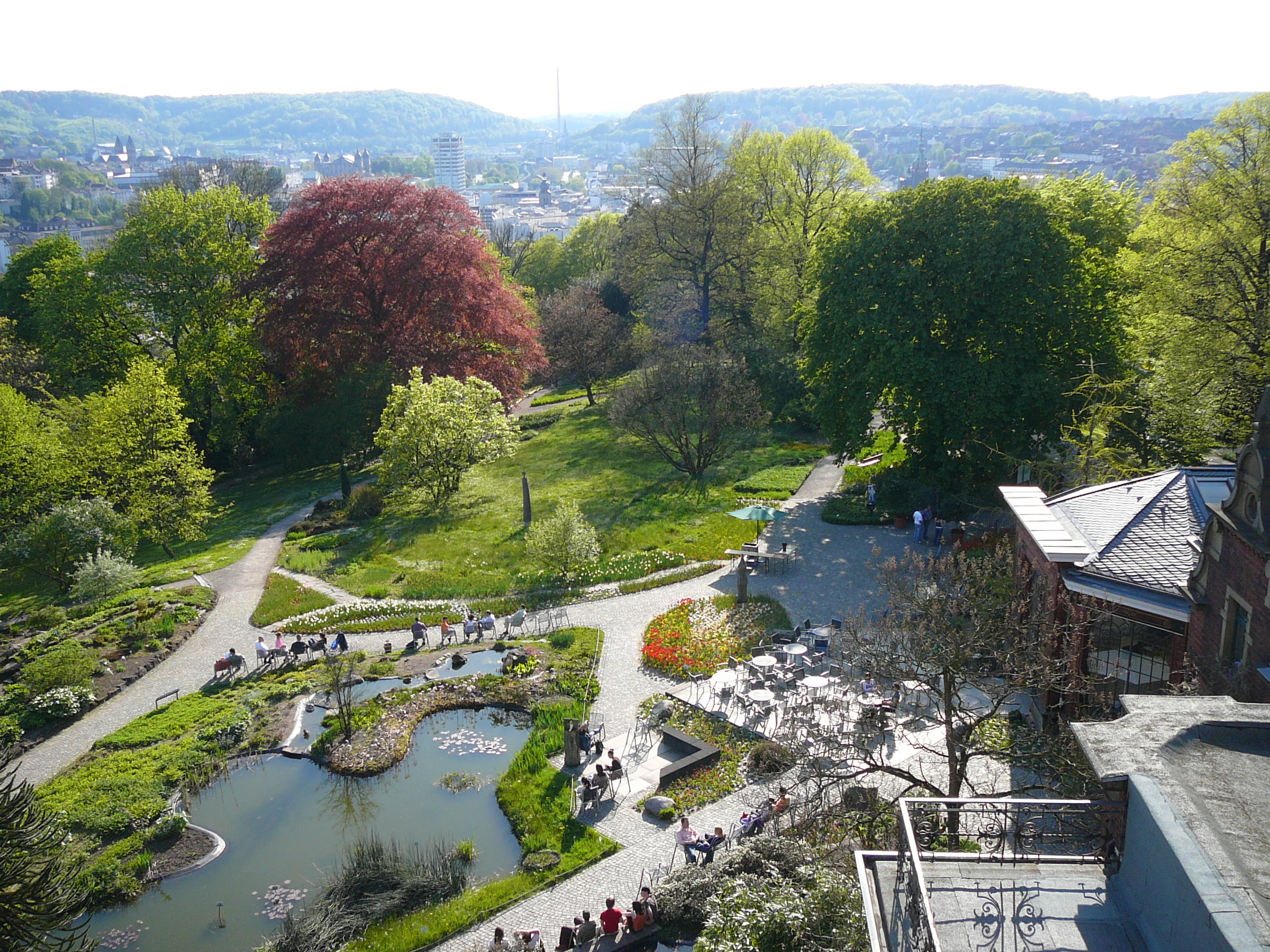
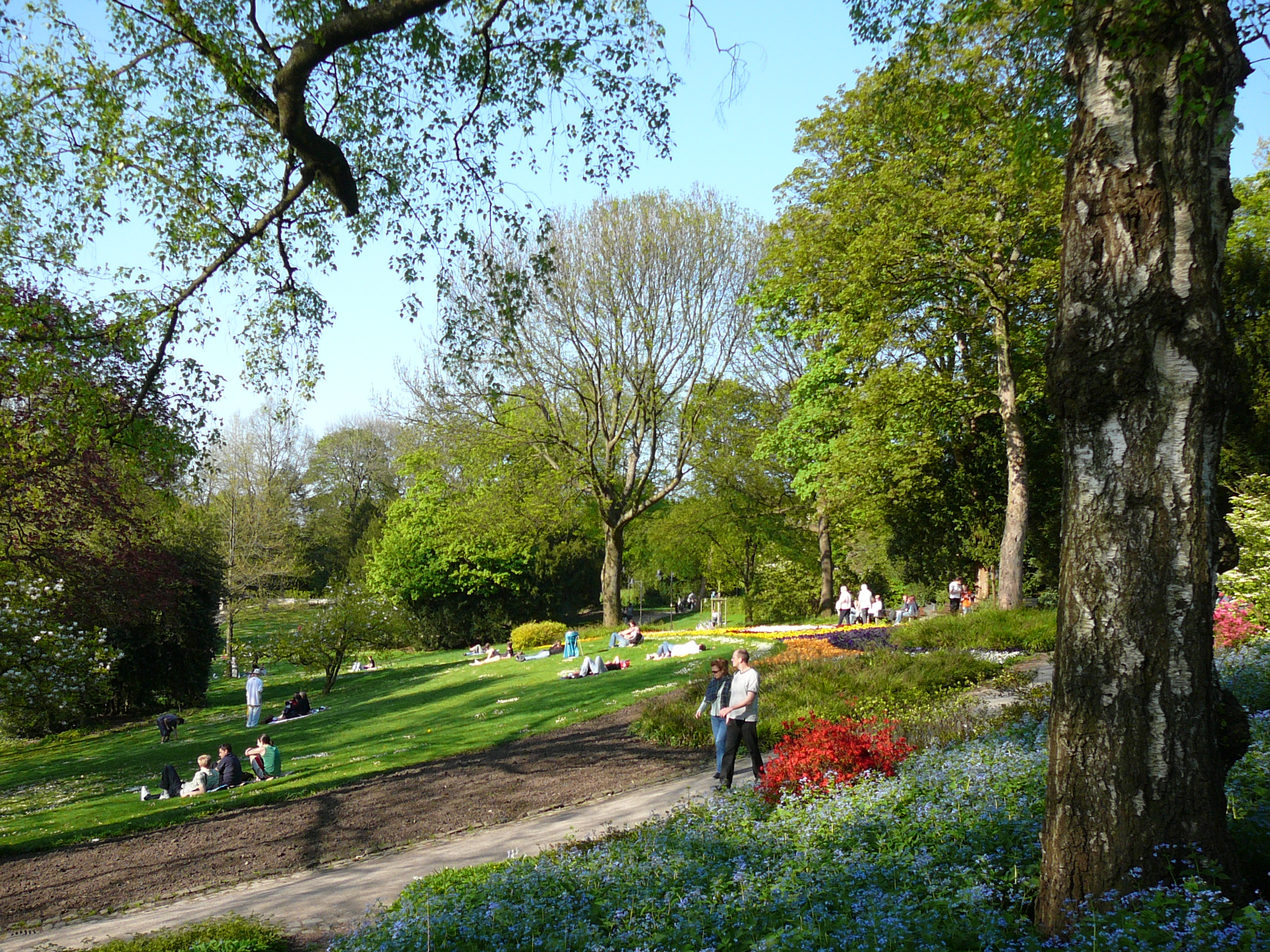